# جوزفين هيريك
جوزفين هيريك (بالإنجليزية: Josephine Herrick)‏ هي مصورة أمريكية، ولدت في 1 أغسطس 1897 في كليفلاند في الولايات المتحدة، وتوفيت في 27 مارس 1972 في نيويورك في الولايات المتحدة.